# Adil Rami
Adil Rami (født 27. december 1985 i Bastia, Frankrig) er en fransk fodboldspiller, der spiller som forsvarsspiller i Troyes i hjemlandet. Han har tidligere repræsenteret blandt andet Sevilla FC i Spanien og italienske AC Milan.

## Landshold
Rami har debuterede for Frankrigs A-landshold i 2010. Han har (pr. december 2022) spillet 36 landskampe og scoret ét mål.